# Berryz工房
Berryz工房（ベリーズこうぼう）は、つんく♂（シャ乱Q）がプロデュースするハロー!プロジェクトにかつて所属していた女性アイドルグループ。所属事務所はアップフロントプロモーション（旧・アップフロントエージェンシー）。2015年3月3日をもって無期限活動停止。

## 概要

### グループ名の由来
「小さな果実」を意味する“Berry”の複数形“Berries”をあえて「Berryz」と表現し、「Berry達が表現する様々な音楽」をクリエイトする工房という意味で、『Berryz工房』と名付けられた。ハロー!プロジェクト中ではベリーズと略称する。

### 特徴
シャ乱Qのボーカルであるつんく♂がプロデュースを手掛けている。
ハロー!プロジェクト・キッズ15人の中から選抜された8人で結成された。結成当初は、学校行事の優先等を理由にメンバーの入れ替えの可能性が示唆されており、当初選ばれたメンバーは「スターティングメンバー」と呼ばれていた。ただし、欠席メンバーの補充や当初アナウンスされた「入れ替え」は一度も行われなかった。2005年10月2日に石村舞波の卒業・引退以降は7人で活動していた。また、残りのハロー!プロジェクト・キッズのメンバー7人が℃-uteを結成してデビューしたことにより、メンバーの「入れ替え」は事実上無くなった。
ハロー!プロジェクト・キッズからのメンバーで構成されているため、コンサートおよびイベントは土・日・祝日および夏休み期間にスケジュールを組んで行われていた。また、メンバーによっては学校行事を優先して欠席する場合もあった。日本国内だけではなく、海外にもファンが存在するために海外での公演も行われた。
Berryz仮面としての活動を行っていた。

## メンバー

### 無期限活動休止発表時のメンバー
| 名前                           | 生年月日 （現年齢）    | 血液型 | 身長    | 出身地   | メンバーカラー | 備考 |
| ------------------------------ | ---------------------- | ------ | ------- | -------- | -------------- | --- |
| 清水佐紀 （しみず さき）       | 1991年11月22日（33歳） | O型    | 153cm   | 神奈川県 | イエロー       | キャプテン。 2021年11月30日、芸能界を引退。                                                                                                   |
| 嗣永桃子 （つぐなが ももこ）   | 1992年3月6日（33歳）   | O型    | 149.9cm | 千葉県   | ピンク         | 活動停止後はカントリー・ガールズのメンバー兼プレイング・マネージャーとして 引き続きハロー!プロジェクトに在籍。 2017年6月30日、芸能界を引退。  |
| 徳永千奈美 （とくなが ちなみ） | 1992年5月22日（33歳）  | O型    | 164cm   | 神奈川県 | オレンジ       | 2021年2月28日、芸能界を引退。 |
| 須藤茉麻 （すどう まあさ）     | 1992年7月3日（33歳）   | O型    | 167cm   | 東京都   | ブルー         | 活動停止後は女優として活動。 |
| 夏焼雅 （なつやき みやび）     | 1992年8月25日（32歳）  | O型    | 160cm   | 東京都   | パープル       | サブキャプテン（2013年4月30日 - ） 活動停止後はPINK CRES.で歌手活動を継続。 2021年6月30日にPINK CRES.解散。 以後ソロで歌手活動継続。          |
| 熊井友理奈 （くまい ゆりな）   | 1993年8月3日（31歳）   | B型    | 181cm   | 神奈川県 | グリーン       | 活動停止後はファッションモデルとして活動。 |
| 菅谷梨沙子 （すがや りさこ）   | 1994年4月4日（31歳）   | A型    | 161cm   | 神奈川県 | レッド         | グループ活動停止と同時に自身の活動も一時休止 後に主婦業に専念するため2023年3月末をもってアップフロントクリエイトを退所 （事実上の芸能界引退） |

### 過去に在籍していたメンバー
| 名前                         | 生年月日 （現年齢）    | 血液型 | 出身地   | 卒業・脱退日 卒業公演会場      | メンバーカラー | 在籍日数                 | 備考 |
| ---------------------------- | ---------------------- | ------ | -------- | ------------------------------ | -------------- | ------------------------ | --- |
| 石村舞波 （いしむら まいは） | 1992年11月20日（32歳） | AB型   | 神奈川県 | 2005年10月2日 東京厚生年金会館 | （なし）       | 627日 （1年9か月と17日） | 学業専念のため卒業。同時に芸能界を一時引退。 2014年にオスカープロモーションに所属し芸能活動を再開するが2015年に再び芸能界を引退。 |

## 略歴
2004年
- 1月14日、中野サンプラザでのハロー!プロジェクトファンクラブ限定イベントで正式に誕生した。3月3日にデビュー、デビューから3か月連続のシングルリリース、夏にアルバムの発売が発表された[2]。
- 3月3日、シングル「あなたなしでは生きてゆけない」でCDデビュー[9][10]。
- 7月、1stアルバム「1st 超ベリーズ」から約1ヶ月後にリリースした4thシングル「ハピネス ～幸福歓迎!～」を皮切りに初動セールス・最高順位・累積売り上げ等が軒並み上昇した。

2005年
- 3月、6thシングル「スッペシャル ジェネレ〜ション」で念願のオリコンシングルチャートトップ10入りを果たし、初登場7位にランクインした[9][11][12]。初動売り上げは過去にリリースした作品の累積売り上げを上回った。
- 10月2日、東京厚生年金会館の公演で石村舞波が卒業[13]。

2006年
- 3月、10thシングル「ジリリ キテル」ではオリコンシングルチャート（ウィークリー）で6位と自己記録を更新した[9]。
- 10月、2006年バレーボール世界選手権のオフィシャルサポーターを務める「WaT×ハロー!プロジェクト」にWaT、モーニング娘。、DEF.DIVAと共に参加した。

2007年
- 3月3日・4日、Berryz工房ファーストファンクラブツアー in Aichiが蒲郡市、刈谷市で開催された。
- 4月1日、さいたまスーパーアリーナで単独コンサート『2007 桜満開 Berryz工房ライブ 〜この感動は二度とない瞬間である!〜』を行った。これは同会場で単独公演を行うアーティストとしては最年少記録である[10]（平均年齢13.8歳[9][14]、これまでの記録はハロー!プロジェクトの先輩であるモーニング娘。で平均16.3歳）。同公演の一般チケットは発売日に即日完売した。
- 6月、14thシングル「告白の噴水広場」ではオリコン・ウィークリーで4位を取り、自己記録を塗り替えた。
- 12月4日、初の紅白歌合戦出場決定（ハロー!プロジェクト10周年記念紅白スペシャル隊として[9]）。
- 12月31日、『第58回NHK紅白歌合戦』に初出場[9]。

2008年
- 2月3日、シルク・ドゥ・ソレイユ「ドラリオン」東京公演会場でイベントが実施された。
- 8月7日、「2008神宮外苑花火大会」で国立霞ヶ丘競技場陸上競技場でのスペシャルライブのメインを務めた。
- 10月3日 - 5日、韓国で行われる音楽祭、第5回 2008アジアソングフェスティバルで「アジア最高新人歌手賞」を受賞[9][10][15]。
- 12月、16thシングル「ジンギスカン」で『第41回日本有線大賞』有線音楽賞を受賞[9][10]。

2009年
- 当年は春ツアーおよび秋ツアーとも期間中にメンバーがインフルエンザに罹患し、ツアー日程が変更された。
- 3月、『Berryz Kobo First Fan Club Tour in Hawaii'09』がホノルルで行われた[16]。
- 4月25日、栃木県総合文化センターでのコンサート（夜公演）が単独コンサート100公演目を数え、記念のVTRが上映された。
- 6月3日、20枚目のシングルと初の両A面シングル「青春バスガイド/ライバル」をリリース。オリコン週間ランキングで4位を獲得[9]。
- 6月21日、初の海外公演として、ミニライブIN KOREAが大韓民国の延世大学大講堂で開催された[17]。

2010年
- 1月19日、ライブのPRを兼ねて清水、徳永、熊井の3人でタイ王国へ。この際タイのテレビ番組などに出演し積極的にPR活動を行った。
- 3月3日、22ndシングル「雄叫びボーイ WAO!/友達は友達なんだ!」をリリース[9]。オリコンウィークリーで3位と自己記録を更新した。
- 3月27日、タイ王国インドア・スタジアム - フアマーク・スポーツ・コンプレックス で『Berryz工房 First Live in Bangkok』を開催した[9][18]。

2011年
- 3月、25thシングル「ヒロインになろうか!」が3月6日付オリコンデイリーでグループ初となる1位を獲得する。
- 4月、アメリカ合衆国ワシントン州シアトルでのSakura-Con2011に招聘[19][20][21][22]。
- 7月7日、デビュー7周年と七夕を絡めた「スッペシャルライブ ★777★」が横浜BLITZで行われ、ニコニコ動画でも生配信された[23]。毎年恒例ライブとして2014年まで開催される。
- 8月21日、赤坂BLITZで開催された「TBSサマーパーティー海だ！祭りだ！海の家物語～Berryz工房の夕涼み～」でパパイヤ鈴木とおやじダンサーズと、新開発されたシンクロライトコントローラーを使ったライブイベントが行われ、Ustreamでも配信された[24]。
- 東日本大震災の発生によりコンサート、イベント日程が変更延期になった。(3月12日の仙台公演は中止[25]。ライブ当日の移動だったため、メンバーは仙台入り前だった)

2012年
- 3月24日、浦安市文化会館でのコンサート（昼公演）が、Berryz工房単独公演200回を数え来場者にメンバーから記念品が贈呈された。
- 6月8日 - 10日、アメリカ合衆国ニュージャージー州サマーセット（英語版）で行われたAnimeNEXT（英語版）2012に出演[26]。
- 8月25日 - 26日、タイ・バンコクで行われた『Japan Festa in Bangkok 2012 by Mainichi』に清水、熊井、菅谷が出演し、3人で「cha cha SING」などの楽曲を披露した。[27]

2013年
- 3月3日、パシフィコ横浜で『Hello! Project 春の大感謝 ひな祭りフェスティバル 2013〜Berryz工房10年目突入スッペシャル！〜』を開催。祝福にかけつけたプリキュアオールスターズと一緒に「ギャグ100回分愛してください」を披露し、映画タイアップ以来約8年ぶりのコラボレーションを実現した[28]。
- 3月9日、タイ・バンコクで二度目となるコンサート『Berryz工房 Concert Tour 2013 Spring in Bangkok』を開催した[29]。
- 3月10日、ミャンマー・ヤンゴンで行われた『Japan Festival 2013 in Myanmar』に徳永、須藤、夏焼が出演し、日本のアイドルとして初めて同国でコンサートを行った[30]。
  - 上記2カ国の訪問にあわせて、同8日にはバンコクで、同10日にはヤンゴンで、それぞれ『Berryz工房 世界握手会』を開催しメンバーが現地のファンと握手した。
- 4月30日、キャプテン清水佐紀がオフィシャルブログで、前日に終了したコンサートツアー『Berryz工房コンサートツアー2013春 〜Berryzマンション入居者募集中!〜』の所感をつづり、その中で今後サブキャプテンとして夏焼雅を指名することを表明[4]。夏焼もこれを引き受けることをオフィシャルブログで表明[5]。プロデューサーつんく♂からも、オフィシャルブログでこれを「認定する」と発表され[6]、結成10年目にして夏焼雅がサブキャプテンに就任した。
- 5月19日、日比谷野外大音楽堂で開催されたライブイベント「日比谷野音90周年記念事業 Hello！Project 野音プレミアムLIVE ～外フェス～ supported by Hellosmile」の終盤でサプライズ登場したプロデューサーのつんく♂から、11月29日に武道館ライブが行われるのが発表される[31]。
- 11月29日 『Berryz工房10周年記念 日本武道館スッペシャルライブ2013 〜やっぱりあなたなしでは生きてゆけない〜』が開催された。

2014年
- 3月、au「ブックパス」とハロー！プロジェクトによる企画「au『ブックパス』Presents HELLO! PROJECTオリジナルフォトブックプロデュースバトル！～優勝賞品は、オールナイトニッポン特番出演!?～」が発表された[32]。この企画はニッポン放送「オールナイトニッポンGOLD」特番のメインパーソナリティ権を賭けたもので、Berryz工房は「おふざけ女子」をテーマにした写真でオリジナルのフォトブックを制作して優勝した[33]。番組は4月20日に公開収録され、5月2日22時に放送された[34]。

- 7月、フランス共和国で開催されている第15回Japan Expoに出演[35]。
- 8月2日、中野サンプラザで開催の『Hello!Project 2014 SUMMER 〜KOREZO!〜』の昼公演で、「2015年の春より無期限の活動停止に入る」ことを発表[36][37]。
- 11月12日、池袋サンシャインシティ噴水広場で行われたリリースイベント中に、来年3月3日に日本武道館でラストコンサートを開催し、その日をもってグループとしての活動を停止することを発表した[38]。
- 11月18日、ラストシングルとなる36thシングル「ロマンスを語って/永久の歌」が24日付け週刊シングルランキング2位になり、自己最高記録を更新[39]。
- 12月7日、仙台市イズミティ21大ホールで、秋のライブツアー千秋楽公演が行われた。2011年3月12日に行われる予定だったが、前日に発生した東日本大震災のため中止になった仙台公演の3年越しの代替公演でもあった。

2015年
- 1月21日、最後のCD作品としてベストアルバム『完熟Berryz工房 The Final Completion Box』発売。同アルバム収録の「Love Together!」は最後の新曲となっており、ラストコンサートでも最後の歌唱曲となった[40][41]。
- 2月8日、中野サンプラザで『完熟Berryz工房 The Final Completion Box』発売記念イベントを行った。田中大輔中野区長より「音楽・芸能活動を通して文化の向上に寄与されるとともに中野サンプラザを聖地として複数のコンサートを開催したことにより、中野区のPRに貢献した」として感謝状が贈呈された[42]。
- 3月3日、日本武道館でラストライブ『Berryz工房ラストコンサート 2015 Berryz工房行くべぇ〜!』を開催し無期限活動停止[43]。活動日数は4066日（約11年2か月）[1]。清水・徳永・須藤・夏焼・熊井・菅谷はハロー!プロジェクトを卒業した[44]。

2024年
- 3月2日、須藤茉麻・夏焼雅・熊井友理奈による結成20周年記念ライブ『Berryz工房20th Anniversary Live～そのすべての愛にサンキュー～』を開催した。

2025年
- 1日2日、過去にリリースした楽曲を翌3日より各サブスクリプション型（定額制）音楽ストリーミングサービスで配信開始することを発表[45]。

## 作品

### CD

#### シングル
|      | 発売日         | タイトル                                                    | 最高位 |
| ---- | -------------- | ----------------------------------------------------------- | ------ |
| 1st  | 2004年03月03日 | あなたなしでは生きてゆけない                                | 18位   |
| 2nd  | 2004年04月28日 | ファイティングポーズはダテじゃない!                         | 25位   |
| 3rd  | 2004年05月26日 | ピリリと行こう!                                             | 37位   |
| 4th  | 2004年08月25日 | ハピネス 〜幸福歓迎!〜                                      | 20位   |
| 5th  | 2004年11月10日 | 恋の呪縛                                                    | 13位   |
| 6th  | 2005年03月30日 | スッペシャル ジェネレ〜ション                               | 7位    |
| 7th  | 2005年06月08日 | なんちゅう恋をやってるぅ YOU KNOW?                          | 13位   |
| 8th  | 2005年08月03日 | 21時までのシンデレラ                                        | 13位   |
| 9th  | 2005年11月23日 | ギャグ100回分愛してください                                 | 19位   |
| 10th | 2006年03月29日 | ジリリ キテル                                               | 6位    |
| 11th | 2006年08月02日 | 笑っちゃおうよ BOYFRIEND                                    | 15位   |
| 12th | 2006年12月06日 | 胸さわぎスカーレット                                        | 11位   |
| 13th | 2007年03月07日 | VERY BEAUTY                                                 | 11位   |
| 14th | 2007年06月27日 | 告白の噴水広場                                              | 4位    |
| 15th | 2007年11月28日 | 付き合ってるのに片思い                                      | 6位    |
| 16th | 2008年03月12日 | ジンギスカン                                                | 5位    |
| 17th | 2008年07月09日 | 行け 行け モンキーダンス                                    | 4位    |
| 18th | 2008年11月05日 | MADAYADE                                                    | 6位    |
| 19th | 2009年03月11日 | 抱きしめて 抱きしめて                                       | 8位    |
| 20th | 2009年06月03日 | 青春バスガイド/ライバル                                     | 4位    |
| 21st | 2009年11月11日 | 私の未来のだんな様/流星ボーイ                               | 5位    |
| 22nd | 2010年03月03日 | 雄叫びボーイ WAO!/友達は友達なんだ!                         | 3位    |
| 23rd | 2010年07月14日 | 本気ボンバー!!                                              | 6位    |
| 24th | 2010年11月10日 | シャイニング パワー                                         | 7位    |
| 25th | 2011年03月02日 | ヒロインになろうか!                                         | 7位    |
| 26th | 2011年06月08日 | 愛の弾丸                                                    | 11位   |
| 27th | 2011年08月10日 | ああ、夜が明ける                                            | 7位    |
| 28th | 2012年03月21日 | Be 元気＜成せば成るっ!＞                                    | 9位    |
| 29th | 2012年07月25日 | cha cha SING                                                | 6位    |
| 30th | 2012年12月19日 | WANT!                                                       | 3位    |
| 31st | 2013年03月13日 | アジアン セレブレイション                                   | 8位    |
| 32nd | 2013年06月19日 | ゴールデン チャイナタウン/サヨナラ ウソつきの私             | 6位    |
| 33rd | 2013年10月02日 | もっとずっと一緒に居たかった/ROCKエロティック               | 4位    |
| 34th | 2014年02月19日 | 大人なのよ!/1億3千万総ダイエット王国                        | 4位    |
| 35th | 2014年06月04日 | 愛はいつも君の中に/普通、アイドル10年やってらんないでしょ!? | 4位    |
| 36th | 2014年11月12日 | ロマンスを語って/永久の歌                                   | 2位    |

#### アルバム
| 形態           | 発売日         | タイトル                                | 最高位 |
| -------------- | -------------- | --------------------------------------- | ------ |
| フルアルバム   | 2004年07月07日 | 1st 超ベリーズ                          | 18位   |
| フルアルバム   | 2005年11月16日 | 第②成長記                               | 19位   |
| ミニアルバム   | 2005年12月07日 | スッペシャル!ベストミニ ～2.5枚目の彼～ | 45位   |
| ミニアルバム   | 2007年07月05日 | ③夏夏ミニベリーズ                       | 20位   |
| フルアルバム   | 2007年08月01日 | 4th 愛のなんちゃら指数                  | 14位   |
| フルアルバム   | 2008年09月10日 | 5 (FIVE)                                | 11位   |
| ベストアルバム | 2009年01月14日 | Berryz工房 スッペシャル ベスト Vol.1    | 11位   |
| フルアルバム   | 2010年03月31日 | 6th 雄叫びアルバム                      | 12位   |
| フルアルバム   | 2011年03月30日 | ⑦ Berryz タイムス                       | 10位   |
| フルアルバム   | 2012年02月22日 | 愛のアルバム⑧                           | 25位   |
| フルアルバム   | 2013年01月30日 | Berryzマンション9階                     | 24位   |
| ベストアルバム | 2014年02月26日 | Berryz工房 スッペシャル ベスト Vol.2    | 26位   |
| ベストアルバム | 2015年01月21日 | 完熟Berryz工房 The Final Completion Box | 5位    |

#### コラボレーション
| 発売日         | タイトル                      | 名義                             | 最高位 | 備考               |
| -------------- | ----------------------------- | -------------------------------- | ------ | ------------------ |
| 2004年12月01日 | ALL FOR ONE & ONE FOR ALL!    | H.P.オールスターズ               | 5位    |                    |
| 2005年11月23日 | ギャグ100回分愛してください   | Berryz工房, 矢口真里, 五條真由美 | 19位   |                    |
| 2008年09月17日 | ジンギスカン タルタルミックス | ジンギスカン×Berryz工房          | 35位   |                    |
| 2011年08月06日 | 負けるな わっしょい!          | ベキマス                         | 35位   | コンサート限定発売 |
| 2011年11月09日 | 甘酸っぱい春にサクラサク      | Berryz工房×℃-ute                 | 8位    |                    |
| 2011年11月16日 | ブスにならない哲学            | ハロー!プロジェクト モベキマス   | 4位    |                    |
| 2012年06月20日 | 超HAPPY SONG                  | Berryz工房×℃-ute                 | 4位    |                    |

#### その他
| 発売日         | タイトル                            | 備考                                                                                               |
| -------------- | ----------------------------------- | -------------------------------------------------------------------------------------------------- |
| 2004年11月15日 | Berryz工房 起立!礼!着席! 課外授業編 | 「ハロー!プロジェクトオフィシャルショップ・スタンプラリー」の景品（抽選で500名に配布）             |
| 2007年04月01日 | サクラハラクサ                      | 単独コンサート『2007 桜満開 Berryz工房ライブ 〜この感動は二度とない瞬間である!〜』の昼公演にて配布 |
| 2007年04月01日 | 桜→入学式                           | 単独コンサート『2007 桜満開 Berryz工房ライブ 〜この感動は二度とない瞬間である!〜』の夜公演にて配布 |
| 2008年11月26日 | ジンギスカンだらけ                  | 楽曲「ジンギスカン」を様々なアーティストがカバーしたバージョンを収録したオムニバスアルバム。       |

### DVD/Blu-ray

#### シングルV
|      | 発売日         | タイトル                            |
| ---- | -------------- | ----------------------------------- |
| 1st  | 2004年03月17日 | あなたなしでは生きてゆけない        |
| 2nd  | 2004年05月12日 | ファイティングポーズはダテじゃない! |
| 3rd  | 2004年06月09日 | ピリリと行こう!                     |
| 4th  | 2004年09月08日 | ハピネス 〜幸福歓迎!〜              |
| 5th  | 2005年04月20日 | スッペシャル ジェネレ〜ション       |
| 6th  | 2005年06月22日 | なんちゅう恋をやってるぅ YOU KNOW?  |
| 7th  | 2005年08月17日 | 21時までのシンデレラ                |
| 8th  | 2005年12月07日 | ギャグ100回分愛してください         |
| 9th  | 2006年04月05日 | ジリリ キテル                       |
| 10th | 2006年08月09日 | 笑っちゃおうよ BOYFRIEND            |
| 11th | 2006年12月27日 | 胸さわぎスカーレット                |
| 12th | 2007年03月14日 | VERY BEAUTY                         |
| 13th | 2007年07月11日 | 告白の噴水広場                      |
| 14th | 2008年03月26日 | ジンギスカン                        |
| 15th | 2008年07月23日 | 行け 行け モンキーダンス            |
| 16th | 2008年11月19日 | MADAYADE                            |
| 17th | 2009年03月25日 | 抱きしめて 抱きしめて               |
| 18th | 2009年06月17日 | ライバル                            |
| 19th | 2009年06月24日 | 青春バスガイド                      |
| 20th | 2009年11月18日 | 流星ボーイ                          |
| 21st | 2010年03月10日 | 雄叫びボーイ WAO!                   |
| 22nd | 2010年07月21日 | 本気ボンバー!!                      |
| 23rd | 2010年11月24日 | シャイニング パワー                 |
| 24th | 2011年03月09日 | ヒロインになろうか!                 |
| 25th | 2011年06月22日 | 愛の弾丸                            |
| 26th | 2012年04月04日 | Be 元気＜成せば成るっ!＞            |
| 27th | 2012年08月01日 | cha cha SING                        |
| 28th | 2012年12月26日 | WANT!                               |

#### シングルV（コラボレーション）
| 発売日         | 名義                    | タイトル                      |
| -------------- | ----------------------- | ----------------------------- |
| 2008年11月26日 | ジンギスカン×Berryz工房 | ジンギスカン タルタルミックス |
| 2008年08月22日 | Berryz工房×℃-ute        | 超HAPPY SONG                  |

#### ミュージックビデオ集
|     | 発売日         | タイトル                                            |
| --- | -------------- | --------------------------------------------------- |
| 1st | 2004年12月15日 | Berryz工房シングルVクリップス①                      |
| 2nd | 2006年02月22日 | Berryz工房シングルVクリップス②                      |
| 3rd | 2007年12月12日 | Berryz工房シングルVクリップス③                      |
| 4th | 2009年12月02日 | Berryz工房シングルVクリップス④                      |
| 5th | 2011年08月17日 | Berryz工房シングルVクリップス⑤                      |
| 6th | 2011年12月21日 | Berryz工房 全シングル MUSIC VIDEO Blu-ray File 2011 |

#### コンサート映像
|      | 形態        | 発売日                                        | タイトル |
| ---- | ----------- | --------------------------------------------- | --- |
| 1st  | DVD         | 2004年11月17日                                | 2004夏 ファーストコンサートツアー 〜Wスタンバイ!ダブルユー&ベリーズ工房!                                             |
| 2nd  | DVD         | 2005年09月22日                                | Berryz工房ライブツアー 2005初夏 初単独 〜まるごと〜                                                                  |
| 3rd  | DVD         | 2005年11月09日                                | 2005年夏 W&Berryz工房コンサートツアー「HIGH SCORE!」                                                                 |
| 4th  | DVD         | 2005年12月28日                                | Berryz工房コンサートツアー 2005秋 〜スイッチON!〜                                                                    |
| 5th  | DVD         | 2006年07月19日                                | Berryz工房コンサートツアー 2006春 〜にょきにょきチャンピオン!〜                                                      |
| 6th  | DVD         | 2006年10月25日                                | Berryz工房サマーコンサートツアー 2006 『夏夏! 〜あなたを好きになる三原則〜』                                         |
| 7th  | DVD         | 2007年06月27日                                | 2007 桜満開 Berryz工房ライブ 〜この感動は二度とない瞬間である!〜                                                     |
| 8th  | DVD         | 2007年10月31日                                | Berryz工房コンサートツアー 2007夏 〜ウェルカム!Berryz宮殿〜                                                          |
| 9th  | DVD         | 2008年07月16日                                | Berryz工房&℃-ute 仲良しバトルコンサートツアー 2008春 〜Berryz仮面 vs キューティーレンジャー〜 with Berryz工房 Tracks |
| 10th | DVD         | 2008年12月17日                                | Berryz工房コンサートツアー 2008秋 〜ベリコレ!〜                                                                      |
| 11th | DVD         | 2009年07月29日                                | Berryz工房コンサートツアー 2009春 〜そのすべての愛に〜                                                               |
| 12th | DVD         | 2010年02月10日                                | Berryz工房コンサートツアー 2009秋 〜目立ちたいっ!!〜                                                                 |
| 13th | DVD         | 2010年06月23日                                | Berryz工房 フェスティバル 〜ようこそ雄叫びランドへ〜                                                                 |
| 14th | DVD Blu-ray | 2010年08月25日 (DVD) 2010年12月22日 (Blu-ray) | Berryz工房コンサートツアー 2010初夏 〜海の家 雄叫びハウス〜                                                          |
| 15th | DVD Blu-ray | 2011年02月09日 (DVD) 2011年05月11日 (Blu-ray) | Berryz工房コンサートツアー 2010秋冬 〜ベリ高フェス!〜                                                                |
| 16th | DVD Blu-ray | 2011年07月20日 (DVD) 2011年08月10日 (Blu-ray) | Berryz工房結成7周年記念コンサートツアー2011春 〜週刊Berryzタイムス〜                                                 |
| 17th | DVD         | 2012年01月06日                                | Berryz工房七夕スッペシャルライブ ★777★                                                                               |
| 18th | DVD Blu-ray | 2012年02月29日                                | Berryz工房&℃-ute コラボコンサートツアー2011秋 〜ベリキューアイランド〜                                               |
| 19th | DVD Blu-ray | 2012年08月08日                                | Berryz工房コンサートツアー2012春 〜ベリーズステーション〜                                                            |
| 20th | DVD         | 2012年12月05日                                | Berryz工房七夕スッペシャルライブ2012                                                                                 |
| 21st | DVD         | 2012年11月16日                                | AnimeNEXT 2012 in USA                                                                                                |
| 22nd | DVD         | 2013年10月09日                                | Berryz Kobo Concert Tour 2013 Spring in Bangkok                                                                      |
| 23rd | DVD Blu-ray | 2012年08月07日                                | Berryz工房コンサートツアー2013春 〜Berryzマンション入居者募集中!〜                                                   |
| 24th | DVD         | 2013年05月20日                                | Berryz工房七夕スッペシャルライブ2013                                                                                 |
| 25th | DVD Blu-ray | 2014年03月19日                                | Berryz工房10周年記念日本武道館スッペシャルライブ2013 〜やっぱりあなたなしでは生きてゆけない〜                        |
| 26th | DVD Blu-ray | 2013年04月16日                                | ナルチカ2013 Autumn Berryz Kobo × Juice=Juice                                                                        |
| 27th | DVD Blu-ray | 2014年06月18日                                | Berryz工房デビュー10周年記念コンサートツアー2014春 ～リアルBerryz工房～                                              |
| 28th | DVD         | 2014年11月26日                                | Berryz工房 七夕スッペシャルライブ2014                                                                                |
| 29th | DVD Blu-ray | 2014年12月24日                                | Berryz工房デビュー10周年記念スッペシャルコンサート2014. Thank you ベリキュー! in 日本武道館［後編］                  |
| 30th | DVD         | 2015年01月07日                                | JAPAN EXPO 15TH ANNIVERSARY: Berryz Kobo×℃-ute IN HELLO! PROJECT FESTIVAL                                            |
| 31st | DVD Blu-ray | 2015年02月25日                                | Berryz工房デビュー10周年記念コンサートツアー2014秋 〜プロフェッショナル〜                                            |
| 32nd | DVD         | 2015年05月27日                                | Berryz工房 NARUCHIKA 2015 in Bangkok                                                                                 |
| 33rd | DVD Blu-ray | 2015年06月10日                                | Berryz工房ラストコンサート2015 Berryz工房行くべぇ〜!                                                                 |
| 34th | Blu-ray     | 2015年06月10日                                | Berryz工房ラストコンサート2015 Berryz工房行くべぇ〜!【Completion Box】                                               |
| 35th | DVD         | 2015年06月30日                                | Berryz工房 LAST ALBUM「完熟Berryz工房 The Final Completion Box」発売記念イベント                                     |

#### 舞台
1. 劇団ゲキハロ旗揚げ公演「江戸から着信!? 〜タイムスリップto圏外!〜」（2007年1月17日）
2. 劇団ゲキハロ第3回公演「リバース! 〜私の体どこですか?」（2008年2月20日）
3. 劇団ゲキハロ第5回公演「Berryz工房 VS Berryz工房」（2009年2月25日）
4. 劇団ゲキハロ第7回公演「サンク ユー ベリー ベリー」（2009年12月9日）
5. 劇団ゲキハロ第9回公演「三億円少女」（2010年12月15日）
6. 劇団ゲキハロ第11回公演「戦国自衛隊・女性自衛官帰還セヨ／女性自衛官死守セヨ」（2011年11月30日）
7. 劇団ゲキハロ第12回公演「キャッツ・アイ A／B」（2012年12月19日）熊井友理奈、清水佐紀、須藤茉麻、菅谷梨沙子
8. 劇団ゲキハロ第13回公演「我らジャンヌ 〜少女聖戦歌劇〜」（2014年2月5日）
9. 演劇女子部 Berryz工房10周年記念舞台 ミュージカル「戦国自衛隊」（2014年9月3日）

#### イベント会場限定盤
1. イベントV「Berryz工房行くべぇ〜」（2005年8月3日）
2. イベントV「付き合ってるのに片思い」（2007年12月16日）
3. イベントV「ジンギスカン」（2008年4月6日）
4. イベントV「行け 行け モンキーダンス」（2008年7月21日）
5. イベントV「MADAYADE」（2008年11月29日）
6. イベントV「抱きしめて 抱きしめて」（2009年3月21日）
7. イベントV「青春バスガイド」（2009年6月27日）
8. イベントV「ライバル」（2009年6月27日）
9. イベントV「私の未来のだんな様」（2009年11月22日）
10. イベントV「流星ボーイ」（2009年11月22日）
11. イベントV「雄叫びボーイ WAO!」（2010年4月4日）
12. イベントV「友達は友達なんだ!」（2010年4月18日）
13. イベントV「本気ボンバー!!」（2010年8月19日）
14. イベントV「シャイニング パワー」（2010年11月23日）
15. イベントV「ヒロインになろうか!」（2011年5月21日）
16. イベントV「愛の弾丸」（2011年6月18日）
17. イベントV「あぁ、夜が明ける」（2011年9月11日）
18. イベントV「Be元気＜成せばなるっ!＞」（2012年3月31日）
19. イベントV「cha cha SING」（2012年9月15日）
20. イベントV「Loving you Too much」（2012年10月7日）
21. イベントV「WANT!」（2013年1月14日）
22. イベントV「アジアン セレブレイション」（2013年4月20日）
23. イベントV「ゴールデン チャイナタウン」（2013年7月13日）
24. イベントV「サヨナラ ウソつきの私」（2013年7月13日）
25. イベントV「ROCKエロティック」（2013年12月7日）
26. イベントV「もっとずっと一緒に居たかった」（2013年12月7日）
27. イベントV 「大人なのよ!」（2014年3月15日）
28. イベントV「1億3千万総ダイエット王国」（2014年3月15日）
29. イベントV「愛はいつも君の中に」（2014年7月21日）
30. イベントV「普通、アイドル10年やってらんないでしょ!?」（2014年7月21日）
31. イベントV「ロマンスを語って」（2015年1月25日）
32. イベントV「永久の歌」（2015年1月25日）
33. イベントV「Love together!」（2015年2月8日）

コラボレーション
- イベントV「ブスにならない哲学」（2011年11月23日） - ハロー!プロジェクト モベキマス名義
- イベントV「甘酸っぱい春にサクラサク（Berryz工房版）」（2011年12月11日） - Berryz工房×℃-ute名義

#### 会場限定
1. 2004年夏ファーストコンサートツアー「Wスタンバイ!ダブルユー&ベリーズ工房!」DVDパンフレット（2004年8月10日）
2. Berryz工房 DVD MAGAZINE Vol.1（2005年6月4日）
3. W&Berryz工房 DVD MAGAZINE Vol.2（2005年8月6日）
4. Berryz工房 DVD MAGAZINE Vol.3（2005年9月11日）
5. Berryz工房 DVD MAGAZINE Vol.4（2006年3月26日）
6. Berryz工房 DVD MAGAZINE Vol.5（2006年3月26日）
7. Berryz工房 DVD MAGAZINE Vol.6（2006年7月29日）
8. Berryz工房 DVD MAGAZINE Vol.7（2006年7月29日）
9. Berryz工房 DVD MAGAZINE Vol.8（2007年4月1日） - メンバー別7種
10. Berryz工房 DVD MAGAZINE Vol.9（2007年8月11日）
11. Berryz工房 DVD MAGAZINE Vol.10（2007年11月3日）
12. Berryz工房 DVD MAGAZINE Vol.11（2008年4月20日）
13. Berryz工房 DVD MAGAZINE Vol.12（2008年9月6日）
14. Berryz工房 DVD MAGAZINE Vol.13（2008年10月11日）
15. Berryz工房 DVD MAGAZINE Vol.14（2008年11月18日）
16. Berryz工房 DVD MAGAZINE Vol.15（2009年2月28日）
17. Berryz工房 DVD MAGAZINE Vol.16（2009年9月17日）
18. Berryz工房 DVD MAGAZINE Vol.17（2009年9月18日）
19. Berryz工房 DVD MAGAZINE Vol.18（2009年10月11日）
20. Berryz工房 DVD MAGAZINE Vol.19（2009年11月15日）
21. Berryz工房 DVD MAGAZINE Vol.20（2010年5月1日）
22. Berryz工房 DVD MAGAZINE Vol.21（2010年5月15日）
23. Berryz工房 DVD MAGAZINE Vol.22（2010年9月18日）
24. Berryz工房 DVD MAGAZINE Vol.23（2010年9月18日）
25. Berryz工房 DVD MAGAZINE Vol.24（2010年11月6日）
26. Berryz工房 DVD MAGAZINE Vol.25（2010年11月20日）
27. Berryz工房 DVD MAGAZINE Vol.26（2011年3月3日）
28. Berryz工房 DVD MAGAZINE Vol.27（2011年4月9日）
29. Berryz工房 DVD MAGAZINE Vol.28（2011年10月22日）
30. Berryz工房 DVD MAGAZINE Vol.29（2012年3月3日）
31. Berryz工房 DVD MAGAZINE Vol.30（2013年2月16日）
32. Berryz工房 DVD MAGAZINE Vol.31（2013年3月16日）
33. Berryz工房 DVD MAGAZINE Vol.32（2013年11月29日）
34. Berryz工房 DVD MAGAZINE Vol.33（2013年11月29日）
35. Berryz工房 DVD MAGAZINE Vol.34（2014年3月1日）
36. Berryz工房 DVD MAGAZINE Vol.35（2014年3月1日）
37. Berryz工房 DVD MAGAZINE Vol.36（2014年3月21日）
38. Berryz工房 DVD MAGAZINE Vol.37（2014年5月12日）
39. Berryz工房 DVD MAGAZINE Vol.38（2014年9月11日）
40. Berryz工房 DVD MAGAZINE Vol.39（2014年9月11日）
41. Berryz工房 DVD MAGAZINE Vol.40（2014年10月18日）
42. Berryz工房 DVD MAGAZINE Vol.41（2015年2月28日） - メンバー別7種
43. Berryz工房 DVD MAGAZINE Vol.42（2015年2月28日）
44. Berryz工房 DVD MAGAZINE Vol.43（2015年3月3日）
45. Berryz工房&℃-ute DVD PAMPHLET（2008年4月20日）
46. Berryz工房&℃-ute DVD MAGAZINE Vol.1
47. Berryz工房&℃-ute DVD MAGAZINE Vol.2
48. Berryz工房&℃-ute DVD MAGAZINE Vol.3
49. Berryz工房&℃-ute DVD MAGAZINE Vol.4
50. Berryz工房&℃-ute DVD MAGAZINE Vol.5
51. Berryz工房&S/mileage DVD MAGAZINE Vol.1
52. Berryz工房&juice=juice DVD MAGAZINE Vol.1
53. Berryz工房&juice=juice DVD MAGAZINE Vol.2

#### FC限定
1. よろしく!センパイ Girls Growing Up 〜Berryz工房成長記〜（2005年9月7日）
2. Hello! days Berryz工房ファンの集い（2007年2月10日）
3. Hello! days EXTRA. Berryz工房ファンの集い オフショット満載!（2007年2月24日）
4. Berryz工房 3周年スペシャル 奇跡のDVD（2007年6月9日）
5. Hello! days Berryz工房 First fan club tour 2007（2007年6月26日）
6. Hello! days Berryz工房ファンの集い2（2007年9月26日）
7. Hello! days EXTRA. Berryz工房'07（2007年10月27日）
8. Berryz days（2008年3月26日）
9. Berryz工房ファンクラブツアーinやまなし 〜ひと足早いクリスマスParty〜（2008年4月26日）
10. Hello! days EXTRA. Berryz Kobo ファンクラブツアーinやまなし 〜ひと足早いクリスマスParty〜 EXTRA.（2008年5月24日）
11. Berryz工房と過ごす夏休みファンクラブツアーin長野 〜Happy Summer Vacation!〜 Vol.1 & Vol.2（2009年1月27日）
12. Hello! days Berryz工房ファンの集い2008（2009年3月）
13. Berryz Kobo First Fan Club Tour in Hawaii '09（2009年7月）
14. Berryz工房ファンの集い2009（2009年10月27日）
15. Berryz Kobo fan club tour 〜7人の魔女達〜 happy halloween 2009 Vol.1 & Vol.2（2010年2月13日）
16. Berryz days 2（2010年11月26日）清水佐紀 徳永千奈美 熊井友理奈
17. Berryz Kobo Fan club Tour in HAWAII 2010 HAPPY SUMMER VACATION 〜この夏は二度とない瞬間である!〜（2011年1月26日）
18. Berryz days 3（2011年2月11日）須藤茉麻 夏焼雅 熊井友理奈
19. Berryz days 4（2012年3月24日）菅谷梨沙子・熊井友理奈
20. Berryz days 5 〜全てはあなたのためだから!〜（2012年7月26日）徳永千奈美 須藤茉麻 夏焼雅
21. Berryz days 6 全てはあなたのためだから! 徳永・嗣永編（2013年5月25日）徳永千奈美 嗣永桃子

#### e-LineUP!限定
1. Berryz工房 七夕スッペシャルライブ ★777★（2012年1月）
2. Berryz工房 LAST ALBUM「完熟Berryz工房 The Final Completion Box」発売記念イベント (2015年6月)

#### その他（DVD/Blu-ray）
1. ベリキュー! Vol.1（2009年5月27日）
2. ベリキュー! Vol.2（2009年5月27日）
3. アロハロ! Berryz工房DVD（2009年6月10日）
4. ベリキュー! Vol.3（2009年6月24日）
5. ベリキュー! Vol.4（2009年6月24日）
6. ベリキュー! Vol.5（2009年7月22日）
7. ベリキュー! Vol.6（2009年7月22日）
8. ベリキュー! Vol.7 〜ウラベリキュー!〜（2009年8月26日）
9. ベリキュー! Vol.8 〜ウラベリキュー!〜（2009年8月26日）
10. アロハロ!2 Berryz工房DVD（2010年11月17日/DVD、2011年2月16日/Blu-ray）
11. アロハロ!3 Berryz工房DVD/Blu-ray Disc（2013年7月24日）

## 出演

### テレビ
- よろしく!センパイ（2004年1月5日 - 4月2日、テレビ東京）
- 娘DOKYU!（2005年4月4日 - 6月17日、テレビ東京） - 嗣永、夏焼、熊井、菅谷
- 第58回NHK紅白歌合戦（2007年12月31日、NHK総合・ラジオ第1） - Special LOVE Mix 〜幸せの平成20周年 Ver.〜[注 1]、ハロー!プロジェクト10周年記念紅白スペシャル隊として「モーニング娘。」「℃-ute」と合同出演、初出場。
- ベリキュー!（2008年3月31日 - 10月3日、テレビ東京）
- よろセン!（2008年10月6日 - 2009年3月27日、テレビ東京）
- 脳内エステ IQサプリ（2008年10月 - 12月、フジテレビ） - コーナー「リズムIQ字ンギス間」のダンサー
- 24時間テレビ32 「愛は地球を救う」（2009年8月30日、日本テレビ）
- 美女学（2010年4月1日 - 2011年4月14日、テレビ東京）
- ハロプロ!TIME（2011年4月21日 - 2012年5月31日、テレビ東京）
- 帰ってきたBerryz仮面（仮）（2011年10月15日 - 2012年6月16日、BS-TBS） - 第3土曜
- ハロー!SATOYAMAライフ（2012年6月7日 - 2013年12月26日、テレビ東京）
- 新帰ってきたベリーズ仮面（2012年7月21日 - 2013年3月16日、BS-TBS） - 第3土曜
- The Girls Live（2014年1月9日 - 2015年3月6日、テレビ東京）

### ラジオ
- Berryz工房 起立! 礼! 着席!（2004年3月30日 - 2009年3月31日（全261回）、文化放送） - レコメン!内で放送。
- TBC FUNふぃーるど・モーレツモーダッシュ（2005年8月15日 - 19日、東北放送）
- ハロプロやねん!（2004年 - 2008年9月、ABCラジオ）
- 朝までハロプロやねん!9（2009年12月20日、ABCラジオ）
- Berryz工房 嗣永桃子のぷりぷりプリンセス（2009年4月7日 - 2014年4月6日（全260回）、文化放送） 2012年4月4日までレコメン!内→2012年4月8日から超!A&G+で放送。 - 嗣永
- Berryz工房 べりつぅ!（2010年4月9日 - 2012年3月30日（全156回）、モバイル文化放送。2009年4月10日 - 2010年4月2日までPodcast QRでの配信。） - 清水、徳永、須藤
- 痛快!ベリーズ王国（2009年7月3日 -  2012年3月30日、SKY PerfecTV!） - 夏焼、熊井、菅谷[47]
- BZS1422（2012年7月8日 -2015年3月1日、ラジオ日本） - 徳永、熊井
- Berryz工房のオールナイトニッポンGOLD（2014年5月2日、ニッポン放送）

### ミュージックビデオ
- T-Pistonz+KMC「マジで感謝!」（2009年） - テレビ東京系列アニメ『イナズマイレブン』オープニングテーマ

### インターネット
- 第8回ハロプロビデオチャット（2005年5月2日、ハロー!プロジェクト on フレッツ） - 清水、嗣永、夏焼
- 第12回ハロプロビデオチャット（2005年6月3日、ハロー!プロジェクト on フレッツ） - 徳永、菅谷
- 第21回ハロプロビデオチャット（2005年8月11日、ハロー!プロジェクト on フレッツ） - 須藤、石村、熊井
- Berryz工房インタビュー（2009年11月10日・2010年11月25日・2011年5月25日、モッテコ書店）

### 舞台
- 劇団ゲキハロ旗揚げ公演「江戸から着信!? 〜タイムスリップto圏外!〜」2006年11月1日 - 12日：シアターグリーン(東京)
- 劇団ゲキハロ第3回公演「リバース! 〜私の体どこですか?」2007年11月3日 - 11日：サンシャイン劇場(東京)
- 劇団ゲキハロ第5回公演「Berryz工房 VS Berryz工房」2008年11月19日 - 23日：東京芸術劇場中ホール(東京)
- 劇団ゲキハロ第7回公演「サンク ユー ベリー ベリー」2009年9月17日 - 23日：サンシャイン劇場(東京)、9月26 - 27日：サンケイホールブリーゼ(大阪)
- 劇団ゲキハロ第9回公演「三億円少女」2010年9月18日 - 9月26日：サンシャイン劇場(東京)、10月16日・17日：イオン化粧品シアターBRAVA!(大阪)[48]
- 劇団ゲキハロ第11回公演「戦国自衛隊」2011年9月16日 - 9月25日：サンシャイン劇場(東京)、9月30日 - 10月2日：イオン化粧品シアターBRAVA!(大阪)[49]
- 劇団ゲキハロ第12回公演「キャッツ・アイ 」2012年9月22日 - 9月30日：サンシャイン劇場(東京)、10月13日 - 10月14日：イオン化粧品シアターBRAVA!(大阪)[50]
- 劇団ゲキハロ第13回公演「我らジャンヌ〜少女聖戦歌劇〜」2013年9月6日 - 9月16日：サンシャイン劇場(東京)、9月22日・23日：イオン化粧品シアターBRAVA!(大阪)[51]
- Berryz工房10周年記念舞台 演劇女子部「ミュージカル 戦国自衛隊」2014年5月12日 - 18日：全労災ホール/スペース・ゼロ(東京)[52]

### 映画
- The One Ticket（2014年12月31日公開） - Berryz工房 役[53] ※タイ映画

## コンサート

### 単独コンサート
- Berryz工房ライブツアー 2005初夏 初単独 〜まるごと〜（2005年）
- Berryz工房コンサートツアー 2005秋 〜スイッチ ON!〜（2005年）
- Berryz工房コンサートツアー 2006春 〜にょきにょきチャンピオン!〜（2006年）
- Berryz工房コンサートツアー 2006夏 〜夏夏!〜あなたを好きになる三原則〜（2006年）
- 2007 桜満開 Berryz工房ライブ 〜この感動は二度とない瞬間である!〜（2007年4月1日、さいたまスーパーアリーナ）
- Berryz工房コンサート 2007春 〜続・桜満開 ゴールデンウィーク編〜（2007年5月4日、愛知厚生年金会館・5月6日、大阪厚生年金会館大ホール）
- Berryz工房コンサートツアー 2007夏 〜ウェルカム!Berryz宮殿〜（2007年）
- Berryz工房コンサートツアー 2008秋 〜ベリコレ!〜（2008年）
- Berryz工房コンサートツアー 2009春 〜そのすべての愛に〜（2009年）
- Berryz工房コンサートツアー 2009秋 〜目立ちたいっ!!〜（2009年）
- Berryz工房コンサートツアー 2010初夏 〜海の家 雄叫びハウス〜（2010年）
- Berryz工房コンサートツアー 2010秋冬 〜ベリ高フェス!〜（2010年）
- Berryz工房結成7周年記念コンサートツアー2011春 〜週刊Berryzタイムス〜（2011年）
- Berryz工房 七夕スッペシャルライブ ★777★（2011年7月7日、横浜BLITZ）
- Berryz工房コンサートツアー2012春 〜ベリーズステーション〜（2012年）
- Berryz工房 七夕スッペシャルライブ2012 〜織姫バージョン〜／〜彦星バージョン（2012年7月7日、横浜BLITZ）
- Berryz工房コンサートツアー2013春 〜Berryzマンション入居者募集中!〜（2013年）
- Berryz工房 七夕スッペシャルライブ2013 〜ベガ〜／〜アルタイル〜（2013年7月7日、横浜BLITZ）
- Berryz工房10周年記念日本武道館スッペシャルライブ2013 〜やっぱりあなたなしでは生きてゆけない〜（2013年11月29日、日本武道館）
- Berryz工房デビュー10周年記念コンサートツアー2014春 〜リアルBerryz工房〜（2014年）
- Berryz工房七夕スッペシャルライブ2014（2014年7月7日、赤坂BLITZ）
- Berryz工房デビュー10周年記念スッペシャルコンサート2014 Thank you ベリキュー! in 日本武道館［後編］（2014年9月11日、日本武道館）
- Berryz工房デビュー10周年記念コンサートツアー2014秋 〜プロフェッショナル〜（2014年）
- Berryz工房祭り（2015年2月28日・3月1日、有明コロシアム）
- Berryz工房ラストコンサート2015 Berryz工房行くべぇ〜!（2015年3月3日、日本武道館）
- Berryz工房20th Anniversary Live 〜そのすべての愛にサンキュー〜（2024年3月2日、横浜ランドマークホール） - 須藤・夏焼・熊井のみ参加。
- Berryz工房スッペシャルライブ 〜HAPPY! Stand Up〜（2025年5月10日、横浜ランドマークホール） - 須藤・夏焼・熊井のみ参加。

### 海外コンサート
- アジア・ソング・フェスティバル2008（2008年10月4日、韓国・ソウル・ソウルワールドカップ競技場）
- Berryz工房 MINI LIVE in KOREA（2009年6月21日、韓国・ソウル・延世大学校大講堂）
- Berryz工房 First Live in Bangkok（2010年3月27日、タイ・バンコク・フアマーク インドアスタジアム）
- Sakura-Con2011（2011年4月22日 - 24日、アメリカ・ワシントン州・シアトル・州立コンベンション＆トレードセンター）
- AnimeNEXT 2012 in New Jersey,USA（2012年6月8日 - 10日、アメリカ・ニュージャージー州・サマーセット・ガーデンステイト コンベンションセンター）
- Berryz工房 Concert Tour 2013 Spring in Bangkok（2013年3月9日、タイ・バンコク・SIAM PAVALAI ROYAL GRAND THEATRE）
- Berryz工房 Festival in Taipei（2013年5月25日、台湾・台北・The Wall公館）[54]
- JAPAN EXPO 15TH ANNIVERSARY: Berryz Kobo×℃-ute IN HELLO! PROJECT FESTIVAL（2014年7月3日、フランス・パリ・JE Live House）[55]
- Berryz Kobo NARUCHIKA 2015 in Bangkok（2015年2月）

### ハロー!プロジェクト コンサート
ハロー!プロジェクトの作品・出演一覧#Hello! Project コンサートを参照。Berryz工房はこのうち2004年7月 - 8月に行われた「Hello! Project 2004 Summer 〜夏のドーン!〜」から、2015年1月 - 2月に行われた「Hello! Project 2015 WINTER 〜DANCE MODE!〜 & 〜HAPPY EMOTION!〜」までのコンサートに参加している。

### 合同コンサート
- 2004年夏ファーストコンサートツアー 〜Wスタンバイ!ダブルユー&ベリーズ工房!〜（2004年）
- 2005年夏 W&Berryz工房 コンサートツアー「HIGH SCORE!」（2005年）
- Berryz工房&℃-ute 仲良しバトルコンサートツアー2008春 〜Berryz仮面 vs キューティーレンジャー〜（2008年）
- Berryz工房&℃-ute コラボコンサートツアー2011秋 〜ベリキューアイランド〜（2011年）
- ナルチカ2013秋 Berryz工房×Juice=Juice（2013年）
- JAPAN EXPO 15TH ANNIVERSARY: Berryz Kobo×℃-ute IN HELLO! PROJECT FESTIVAL（2014年）[56]

### 学園祭
- Berryz工房 『友好祭LIVE』（2012年5月26日、大阪府立大学中百舌鳥キャンパス）
- Berryz工房 常盤祭スッペシャルLIVE2012 by YNU（2012年11月3日、横浜国立大学）
- Berryz工房 学園祭ライブ in 経法祭（2012年11月10日、大阪経済法科大学花岡キャンパス）
- 第50回松稜祭 （2014年11月2日、湘南工科大学）

### ライブ出演したイベント
- 第40回NHK福祉大相撲（2007年2月11日、東京都・両国国技館)[57]
- シルク・ドゥ・ソレイユ ドラリオン スペシャル公演（2008年2月3日、東京都・国立代々木競技場オリンピックプラザ）
- The 30th Anniversary ～Kiseki～　Special Live！（2008年5月6日、東京・池袋サンシャインシティ）[58]
- 神宮外苑花火大会2008（2008年8月7日、東京都・国立競技場）[59]
- 感謝！ハタチのシャ乱Q みんなでお祝いだ！日本武道館フェスティバル～長いよ～（2008年12月6日、東京都・日本武道館）[60]
- 爆熱！イナズマイレブン in LaQuaガーデンステージ（2009年6月14日、東京都・東京ドームシティ）[61]
- LEVEL 5 VISION 2009（2009年8月25日、東京都・恵比寿ザ・ガーデンホール）[62]
- TBC夏まつり2011 絆みやぎ～Smile Again！～（2011年7月23日、宮城県・石巻専修大学）
- TBSサマーパーティー海だ！祭りだ！海の家物語 ～Berryz工房の夕涼み～（2011年8月21日、東京都・赤坂BRITZ）[63]
- FLYING POSTMAN LIVE "JAPAN DO!" （2011年9月27日、東京都・SHIBUYA-AX）[64]
- TOWER RECORDS Presents　POP’n アイドル02（2012年6月23日、東京都・Zepp Tokyo）[65]
- Japan Festa in Bangkok 2012 by Mainichi（2012年8月26日、タイ・バンコク）※清水・熊井・菅谷の三人
- Japan Festival 2013 in Myanmar（2013年３月10日、ミャンマー・ヤンゴン）※徳永・須藤・夏焼の三人

- やれんのか!!!2MAN企画 アイドルVSヴィジュアル系 渋谷編の巻 ～INOUEISEKISP（2013年5月31日、東京都・SHIBUYA-AX)[66]

- 2013 味の素スタジアム 6時間耐久リレーマラソン（2013年11月9日、東京都・味の素スタジアム)
- ヤマダ電機フェア2014＆大処分蚤の市in京セラドーム大阪（2014年2月2日、大阪府・大阪ドーム）※熊井病欠

- M COUNTDOWN No.1 Artist of Spring 2014（2014年4月2日、神奈川県・横浜アリーナ）[67]

- ニコニコ超会議3 超音楽祭（2014年4月27日、千葉県・幕張メッセ）[68]
- Japan Expo 15th Anniversary（2014年7月3日、フランス・パリ）
- たから市 第42回 神奈川ブロック大会 厚木大会（2014年9月13日、神奈川県・厚木中央公園）[69]

## 書籍

### 写真集
- Berryz工房（2005年5月20日、ワニブックス）ISBN 978-4-8470-2865-6
- SEASONZ（2005年8月3日、角川書店）ISBN 978-4-04-894260-7
- Berryz工房 『ファーストライブ写真集 まるごと』（2005年8月26日、著者：木村智哉・松村昭人・古賀良郎・伊東創、東京ニュース通信社）ISBN 978-4-924566-44-6
- Berryz工房 セカンドライブ写真集 『スイッチON!』（2005年12月2日、著者：木村智哉・松村昭人・古賀良郎・伊東創、東京ニュース通信社）ISBN 978-4-924566-49-1
- Berryz工房 サードライブ写真集 『にょきにょきチャンピオン!』（2006年7月5日、著者：木村智哉・松村昭人・古賀良郎・伊東創、東京ニュース通信社）ISBN 978-4-924566-57-6
- Berryz工房&℃-ute in Hello! Project 2006 Summer （2006年9月21日、竹書房）ISBN 978-4812428979
- Berryz工房 2007夏ライブ写真集 『ウエルカムBerryz宮殿』（2007年10月4日、著者：木村智哉・松村昭人・古賀良郎・伊東創・城方雅孝、東京ニュース通信社）ISBN 978-4-924566-79-8
- Berryz工房&℃-ute 仲良しバトルコンサートツアー2008春 Berryz仮面 VS キューティーレンジャー ライブ写真集 ステージver. （2008年7月4日、東京ニュース通信社）ISBN 978-4863360112
- Berryz工房&℃-ute 仲良しバトルコンサートツアー2008春 Berryz仮面 VS キューティーレンジャー ライブ写真集 ドキュメントver. （2008年7月4日、東京ニュース通信社）ISBN 978-4863360129
- Berryz工房『5th Anniversaryアロハロ!Berryz工房 in HAWAII〜LIVE&DVD MAKING』（2009年6月10日、角川グループパブリッシング）ISBN 978-4-04-895053-4
- アロハロ!Berryz工房写真集 〜虹色ベリーズ〜（2010年11月17日、角川グループパブリッシング）[70] ISBN 978-4-04-895408-2
- Berryz工房『Berryz工房7周年記念PHOTO BOOK「7」』（2011年3月3日、ワニブックス）ISBN 978-4847043550
- Berryz工房＆℃-uteコラボ写真集『ベリキューアイランド』（2012年3月13日、東京ニュース通信社）ISBN 978-4-86336-202-4
- ハロー!プロジェクト・キッズ デビュー10周年記念 Berryz工房×℃-ute クロストークBOOK『RIVAL〜12少女の10年物語〜』（2012年6月30日、ワニブックス）ISBN 978-4847044663 [71]
- アロハロ！Berryz工房写真集2013（2013年6月12日、角川グループパブリッシング） ISBN 978-4-0489-5490-7
- Berryz工房 PHOTO BOOK 『Berryz工房 2004-2015』（2015年2月26日、ワニブックス）ISBN 978-4847047374

### 雑誌連載
- B.L.T.（東京ニュース通信社）
- UP to boy（ワニブックス）

## 獲得音楽賞
- アジアソングフェスティバル2008（新人賞）
- 第41回日本有線放送大賞（有線音楽賞）